# Championnat du pays de Galles de football 2006-2007
Navigation
Édition précédente Édition suivante
La 15e édition du championnat du pays de Galles de football est remportée par le TNS Llansantffraid. C’est le troisième titre de champion du club, le troisième consécutif. The New Saints l’emporte avec 7 points d’avance sur Rhyl Football Club. Llanelli AFC complète le podium.
Total Network Solution Llansantffraid perd son sponsoring et change de nom. Il devient le The New Saints Football Club.
Le système de promotion/relégation va rétablir une première division à 18 clubs : descente et montée automatique pour le club terminant à la dernière place du classement. Cwmbran Town descend en deuxième division. Deux équipent montent en première division : Llangefni Town dont c’est la toute première apparition dans l’élite et Neath Athletic.

## Les clubs de l'édition 2006-2007
| \| Aberystwyth Town Bangor City Caersws FC Connah's Quay Nomads Cwmbran Town Newtown AFC TNS Llansantffraid Rhyl FC Carmarthen Town Haverfordwest County Cefn Druids Port Talbot Town Caernarfon Town Welshpool Town Porthmadog FC Llanelli AFC Airbus UK \| Localisation des clubs engagés dans le championnat. |
| Aberystwyth Town Bangor City Caersws FC Connah's Quay Nomads Cwmbran Town Newtown AFC TNS Llansantffraid Rhyl FC Carmarthen Town Haverfordwest County Cefn Druids Port Talbot Town Caernarfon Town Welshpool Town Porthmadog FC Llanelli AFC Airbus UK                                                           |

| Club                       | Stade                | Capacité | Ville                     |
| -------------------------- | -------------------- | -------- | ------------------------- |
| Aberystwyth Town FC        | Park Avenue Ground   | 2100     | Aberystwyth               |
| Airbus UK FC               | Airbus UK            | 1000     | Broughton                 |
| Bangor City FC             | Farrar Road          | 1500     | Bangor                    |
| Caernarfon Town FC         | The Oval             | 3000     | Caernarfon                |
| Caersws FC                 | -                    | -        | Caersws                   |
| Carmarthen Town FC         | Richmond Park        | 3000     | Carmarthen                |
| Cefn Druids AFC            | Plaskynaston Lane    | 2500     | Wrexham                   |
| Connah's Quay Nomads FC    | Halfway Ground       | 3000     | Connah's Quay             |
| Cwmbran Town FC            | -                    | -        | Cwmbran                   |
| Haverfordwest County FC    | Newbridge Meadow     | 2000     | Haverfordwest             |
| Llanelli Association FC    | Stebonheath Park     | 3700     | Llanelli                  |
| Newtown AFC                | Latham Park          | 4300     | Newtown                   |
| Porthmadog FC              | Y Traeth             | 4000     | Porthmadog                |
| Port Talbot Town FC        | Victoria Road Ground | 2000     | Port Talbot               |
| Rhyl FC                    | Belle Vue            | 4000     | Rhyl                      |
| Total Network Solutions FC | Recreation Ground    | 2000     | Llansantffraid-ym-Mechain |
| Welshpool Town FC          | Maes Y Dre           | 3000     | Welshpool                 |

## Compétition

### Classement
Le classement est établi sur le barème de points classique (victoire à 3 points, match nul à 1, défaite à 0).
| Rang | Équipe                         | Pts | J  | G  | N  | P  | Bp | Bc | Diff |
| ---- | ------------------------------ | --- | -- | -- | -- | -- | -- | -- | ---- |
| 1    | The New Saints Football Club T | 76  | 32 | 24 | 4  | 4  | 81 | 20 | +61  |
| 2    | Rhyl FC                        | 69  | 32 | 20 | 9  | 3  | 67 | 35 | +32  |
| 3    | Llanelli AFC                   | 63  | 32 | 18 | 9  | 5  | 72 | 33 | +39  |
| 4    | Welshpool Town                 | 60  | 32 | 17 | 9  | 6  | 54 | 33 | +21  |
| 5    | Connah's Quay Nomads           | 56  | 32 | 16 | 8  | 8  | 49 | 40 | +9   |
| 6    | Port Talbot Town               | 51  | 32 | 15 | 6  | 11 | 42 | 39 | +3   |
| 7    | Carmarthen Town                | 50  | 32 | 14 | 8  | 10 | 57 | 50 | +7   |
| 8    | Aberystwyth Town               | 48  | 32 | 13 | 9  | 10 | 47 | 37 | +10  |
| 9    | Bangor City                    | 48  | 32 | 14 | 6  | 12 | 55 | 47 | +8   |
| 10   | Haverfordwest County           | 45  | 32 | 10 | 9  | 13 | 49 | 46 | +3   |
| 11   | Porthmadog FC                  | 44  | 32 | 8  | 11 | 13 | 40 | 52 | -12  |
| 12   | Airbus UK                      | 38  | 32 | 7  | 8  | 17 | 40 | 67 | -27  |
| 13   | Newi Cefn Druids               | 37  | 32 | 7  | 7  | 18 | 41 | 66 | -25  |
| 14   | Caersws FC                     | 32  | 32 | 6  | 9  | 17 | 34 | 59 | -25  |
| 15   | Caernarfon Town                | 32  | 32 | 6  | 8  | 18 | 41 | 73 | -32  |
| 16   | Newtown AFC                    | 31  | 32 | 6  | 6  | 20 | 30 | 63 | -33  |
| 17   | Cwmbran Town                   | 19  | 32 | 4  | 8  | 20 | 36 | 75 | -39  |

| Légende : Qualifications et relégations | Légende : Qualifications et relégations                                                       |
| --------------------------------------- | --------------------------------------------------------------------------------------------- |
|                                         | Ligue des champions 2007-2008                                                                 |
|                                         | Coupe de l'UEFA 2007-2008, premier tour préliminaire                                          |
|                                         | Relégation en deuxième division                                                               |
|                                         | (T) : Tenant du titre (C) : Vainqueurs de la Coupe du pays de Galles de football (P) : Promus |

## Bilan de la saison
| Championnat du pays de Galles de football 2006-2007 |                                         |
| Champion                                            | The New Saints Football Club (3e titre) |
| Qualifications continentales                        |                                         |
| Ligue des champions 2007-2008                       | The New Saints Football Club            |
| Coupe UEFA 2007-2008                                | Rhyl FC                                 |
| Coupe UEFA 2007-2008                                | Carmarthen Town                         |
| Promotions et relégations                           |                                         |
| Promus en Premier League                            | Llangefni Town Neath Athletic           |
| Relégués en Cymru League                            | Cwmbran Town                            |